# 小行星7817
小行星7817（英語：7817 Zibiturtle）是一颗围绕太阳公转的小行星。1988年9月14日，舒爾特·巴斯在托洛洛山发现了此天体。
这颗小行星的绝对星等为178.3658188330156等。